# Signochrysa caliptera
Signochrysa caliptera is een insect uit de familie van de gaasvliegen (Chrysopidae), die tot de orde netvleugeligen (Neuroptera) behoort. 
Signochrysa caliptera is voor het eerst wetenschappelijk beschreven door Banks in 1920.